# مصطفى كركوتي
مصطفى كركوتي (1943 - 16 يوليو 2020) صحفي سوري ومستشار إعلامي مستقل.

## سيرة شخصية ووظيفية
ولد في اللاذقية شمال سوريا. بدأ كصحفي وكالة في الستينيات حيث عمل في وكالة أورينت برس، وكان عضو مؤسس في صحيفة السفير اللبنانية اليومية. وفي أوائل السبعينيات، انتقل للعمل في لندن مندوبا لصحيفة السفير، والتقى بزوجته في عام 1977، وتزوجا عام 1978.
في عام 1993، انتخب رئيسًا لجمعية الصحافة الأجنبية في لندن. وكان عضوًا مؤسسًا للمنتدى العربي الأمريكي وعضوًا منتخبًا في مجلس تشاتام هاوس. كما عمل في تلفزيون بي بي سي وأشرف على مجلة هنا لندن، وكان ضيفًا متكررًا على البرامج الحوارية التلفزيونية والإذاعية، مثل ديتلاين لندن في قناة بي بي سي نيوز، وفي آخر مسيرته المهنية عمل ككاتب عمود رأي في صحف عربية عدة.

## حصار السفارة الإيرانية
أثناء ترتيب رحلة إلى طهران، احتُجزَ كرهينة في حصار السفارة الإيرانية في لندن عام 1980. وقد استخدمه خاطفو الرهائن، للتواصل مع الشرطة والرهائن الآخرين. وأُطلق سراحه قبل أن تقتحم القوة الجوية البريطانية الخاصة السفارة.